# خليج ديوميد
خليج ديوميد هو مدخل ساحلي لخليج بيتر العظيم في المدينة الروسية، فلاديفوستوك. اشتق اسم الخليج من أول سفينة شراعية روسية تبحر في الخليج عام 1862م. 